# Dechatu
Dechatu je občasná řeka ve východní Etiopii. Její zjištěná délka je 76 km a má povodí o rozloze 210 km².

## Průběh toku
Pramení v Ahmarských horách a teče na sever přes Dire Dawu, druhé největší město v zemi, směrem k řece Awaš. Není jasné, zda její tok této řeky vůbec dosáhne. Lze předpokládat, že se ztrácí na Kanturské náhorní rovině (Buren Meda) severně od Dire Dawy.

## Povodně

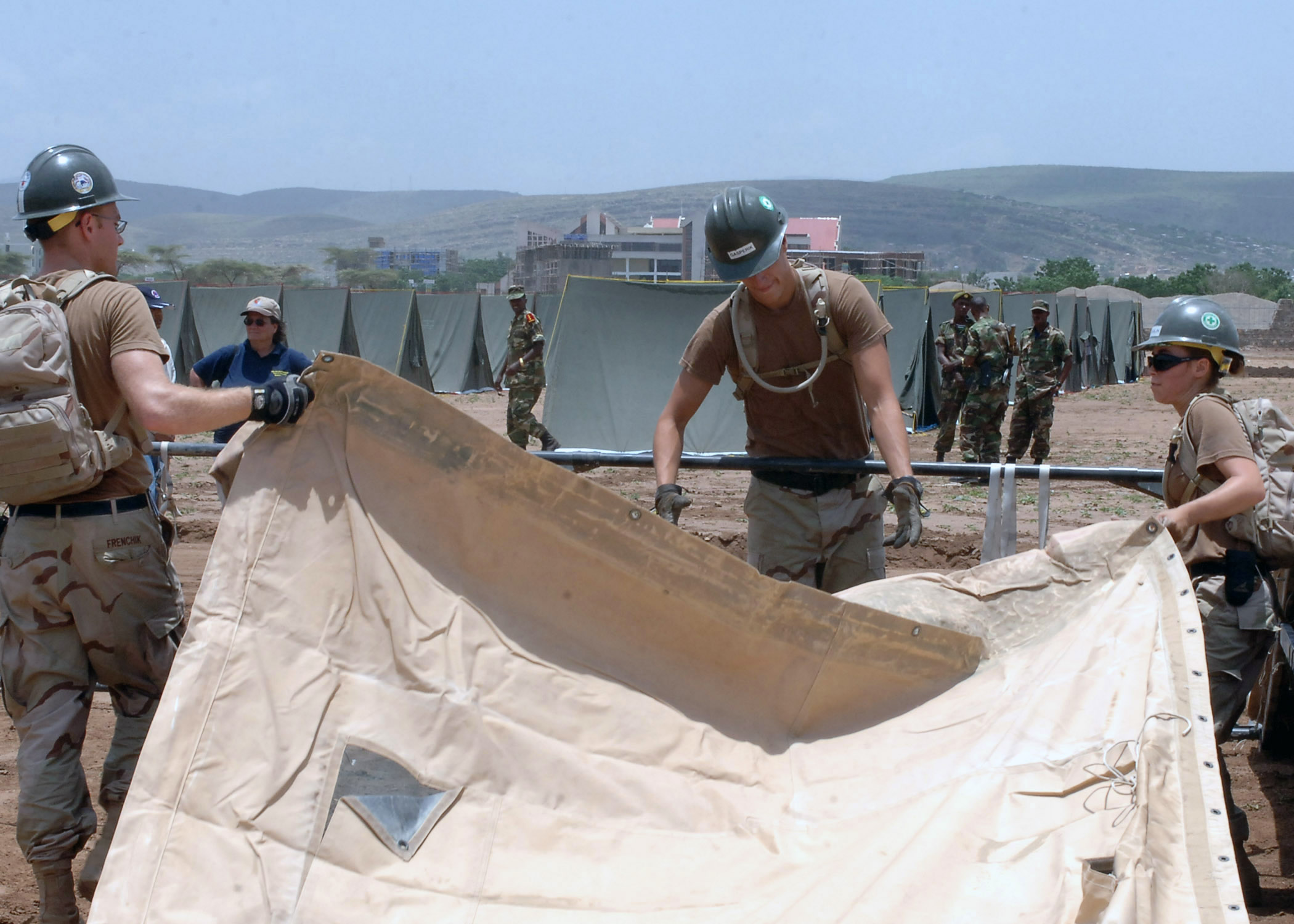
Američtí vojáci staví tábor pro evakuované v srpnu 2006

V období dešťů od června do září se řeka pravidelně rozvodňuje. V roce 2005 zahynulo v důsledku povodní více než 200 lidí a škody dosáhly miliónů dolarů. Povodeň v srpnu 2006 zahubila nejméně 300 lidí. Tisíce obyvatel muselo být evakuováno a byly zaznamenány rozsáhlé škody na nemovitostech. Byla poškozena dopravní infrastruktura a silnice do hlavního města Addis Abeby byla odříznuta. Ze statistických měření vychází, že srážky intenzity 100 mm za 24 hodin, což je intenzita způsobující záplavy, přicházejí méně než jednou za 20 let. Z toho se dovozuje, že katastrofální účinky povodní jsou důsledkem lidské činnosti.